# Canton de Boulogne-sur-Mer-2
Le canton de Boulogne-sur-Mer-2 est une circonscription électorale française du département du Pas-de-Calais.

## Histoire
Un nouveau découpage territorial du Pas-de-Calais entre en vigueur à l'occasion des premières élections départementales suivant le décret du 24 février 2014. Les conseillers départementaux sont, à compter de ces élections, élus au scrutin majoritaire binominal mixte. Les électeurs de chaque canton élisent au Conseil départemental, nouvelle appellation du Conseil général, deux membres de sexe différent, qui se présentent en binôme de candidats. Les conseillers départementaux sont élus pour 6 ans au scrutin binominal majoritaire à deux tours, l'accès au second tour nécessitant 12,5 % des inscrits au 1er tour. En outre la totalité des conseillers départementaux est renouvelée. Ce nouveau mode de scrutin nécessite un redécoupage des cantons dont le nombre est divisé par deux avec arrondi à l'unité impaire supérieure si ce nombre n'est pas entier impair, assorti de conditions de seuils minimaux. Dans le Pas-de-Calais, le nombre de cantons passe ainsi de 77 à 39.
Le canton de Boulogne-sur-Mer-2 est formé de quatre communes issues des anciens cantons de Boulogne-sur-Mer-Sud (3 communes) et de Le Portel (1 commune) et d'une fraction de commune. Il est entièrement inclus dans l'arrondissement de Boulogne-sur-Mer. Le bureau centralisateur est situé à Boulogne-sur-Mer.

## Représentation
| Période élective | Période élective | Mandat | Mandat   | Identité            | Nuance | Nuance | Qualité                                                                                             |
| ---------------- | ---------------- | ------ | -------- | ------------------- | ------ | ------ | --------------------------------------------------------------------------------------------------- |
| 2015             | 2021             | 2015   | 2021     | Jean-Claude Étienne |        | PS     | 4ème adjoint au maire de Boulogne-sur-Mer Ancien conseiller général du Canton du Portel (2007-2015) |
| 2015             | 2021             | 2015   | 2021     | Pascale Lebon       |        | PS     | Retraitée de la fonction publique adjointe au maire de Saint-Martin-Boulogne                        |
| 2021             | 2028             | 2021   | en cours | Olivier Barbarin    |        | DVG    | Cadre supérieur Maire du Portel                                                                     |
| 2021             | 2028             | 2021   | en cours | Sandra Mille        |        | DVG    | Commerçante Conseillère municipale de Saint-Martin-Boulogne                                         |

### Résultats détaillés

#### Élections de mars 2015
À l'issue du 1er tour des élections départementales de 2015, deux binômes sont en ballottage : Jean-Claude Étienne et Pacale Lebon (PS, 33,76 %) et Antoine Golliot et Marie-Claude Ziegler (FN, 31,05 %). Le taux de participation est de 49,05 % (14 393 votants sur 29 342 inscrits) contre 51,81 % au niveau départemental et 50,17 % au niveau national.
Au second tour, Jean-Claude Étienne et Pacale Lebon (PS) sont élus avec 56,84 % des suffrages exprimés et un taux de participation de 48 % (7 217 voix pour 14 083 votants et 29 341 inscrits).

#### Élections de juin 2021
Le premier tour des élections départementales de 2021 est marqué par un très faible taux de participation (33,26 % au niveau national). Dans le canton de Boulogne-sur-Mer-2, ce taux de participation est de 35,68 % (10 606 votants sur 29 729 inscrits) contre 35,19 % au niveau départemental. À l'issue de ce premier tour, deux binômes sont en ballottage : Olivier Barbarin et Sandra Mille (DVG, 44,81 %) et Jean-Claude Etienne et Pascale Lebon (PS, 31,15 %).
Le second tour des élections est marqué une nouvelle fois par une abstention massive équivalente au premier tour. Les taux de participation sont de 34,36 % au niveau national, 34,96 % dans le département et 32,57 % dans le canton de Boulogne-sur-Mer-2. Olivier Barbarin et Sandra Mille (DVG) sont élus avec 100 % des suffrages exprimés (7 660 voix pour 9 683 votants et 29 733 inscrits),,.

## Composition
Le canton de Boulogne-sur-Mer-2 comprend quatre communes et la partie de la commune de Boulogne-sur-Mer non incluse dans le canton de Boulogne-sur-Mer-1.
| Nom                                      | Code Insee | Intercommunalité | Superficie (km2) | Population (dernière pop. légale)                | Densité (hab./km2) | Modifier                                    |
| ---------------------------------------- | ---------- | ---------------- | ---------------- | ------------------------------------------------ | ------------------ | ------------------------------------------- |
| Boulogne-sur-Mer (bureau centralisateur) | 62160      | CA du Boulonnais | 8,42             | Fraction : 18 204 (2022) Commune : 41 039 (2022) | 4 874              | modifier les données · modifier les données |
| Baincthun                                | 62075      | CA du Boulonnais | 26,69            | 1 321 (2022)                                     | 49                 | modifier les données · modifier les données |
| Echinghen                                | 62281      | CA du Boulonnais | 5,84             | 377 (2022)                                       | 65                 | modifier les données · modifier les données |
| Le Portel                                | 62667      | CA du Boulonnais | 3,85             | 8 824 (2022)                                     | 2 292              | modifier les données · modifier les données |
| Saint-Martin-Boulogne                    | 62758      | CA du Boulonnais | 13,15            | 11 036 (2022)                                    | 839                | modifier les données · modifier les données |
| Canton de Boulogne-sur-Mer-2             | 6214       |                  |                  | 39 762 (2022)                                    |                    | modifier les données                        |

## Démographie
En 2022, le canton comptait 39 762 habitants, en évolution de −1,64 % par rapport à 2016 (Pas-de-Calais : −0,72 %, France hors Mayotte : +2,11 %).
| 2013   | 2018   | 2022   |
| ------ | ------ | ------ |
| 41 411 | 40 162 | 39 762 |